# Alfred Darcel
Pour les articles homonymes, voir Darcel.
Alfred Darcel, né le 4 juin 1818 à Rouen et mort le 26 mai 1893 à Paris 5e, est un conservateur de musée et critique d'art français.

## Biographie
Après des études classiques au lycée Corneille, Darcel est entré à l’École centrale des arts et manufactures, d’où il est sorti, en 1841 avec un diplôme d’ingénieur. Après avoir dirigé une manufacture de produits chimiques à Rouen, il l’abandonna en 1849 pour entrer dans l’administration des Beaux-Arts.
Critique d'art au Journal de Rouen et à L'Illustration, il commence ses premières recherches archéologiques en 1850 et débute, comme archéologue, par une série d'études sur l’art mérovingien, carolingien et médiéval dans les Annales archéologiques de Didron. En 1871, le ministre de l'Instruction publique, des Cultes et des Beaux-arts Simon l’appela à la direction de la manufacture nationale des Gobelins. Il y effectua des réformes en privilégiant la mise sur les métiers des modèles nouveaux demandés à des artistes modernes contre la copie des tableaux anciens. Ayant commencé à acquérir et à développer son érudition de l'art et de l'industrie de la France médiévale, il a publié de nombreux articles à ce sujet dans la Revue des Arts décoratifs et résumé dans un ouvrage, l’Histoire de la Tapisserie (2 vol. in-f°, Baudry, édit.), les connaissances qu'il avait acquises sur cette industrie textile. La profondeur de ces connaissances l'a souvent amené à donner donner des conseils sûrs relatifs à la technique des anciens métiers dans les ateliers des fabricants de son époque.
À la mort de Du Sommerard, en 1885, il a échangé son poste aux Gobelins contre celui de directeur du musée des Thermes et de l'hôtel de Cluny, qu’il s’est employé à transformer. Sous son administration, les collections du musée de Cluny ont été classées à nouveau et enrichies par une série de dons (collection Audéoud, les épées des XVe et XVIIe siècles léguées par de Beaumont, la Jeanne d'Arc en bronze de la collection Odiot, collection hébraïque de I. Strauss, etc.), et par quelques acquisitions comme les émaux de Léonard Limosin ayant appartenu à l'hospice de Joinville et représentant les portraits du duc et de la duchesse de Guise.
Les notices qu'il a publiées à cette époque sur les collections du Louvre, celle des Faïences (1864), et celle des Émaux et de l’Orfèvrerie (1869), témoignent de ses recherches dans ce domaine. Il a donné, outre la Notice des faïences italiennes et celle des Émaux et de l’Orfèvrerie du musée du Louvre, un ouvrage important sur la tapisserie, en collaboration avec Édouard Guichard (arz) ; une notice sur les Manufactures nationales de tapisserie et les tapis de la Savonnerie (1884), contenant nombre de renseignements inédits, l’Inventaire des Gobelins pour l’Inventaire général des Richesses d’art de la France ; le Catalogue de l’Exposition rétrospective de l’art français au Trocadéro en 1889 (les deux parties du Moyen Âge et de la Renaissance, en collaboration avec Émile Molinier) enfin de nombreux articles de critique dans la Gazette des Beaux-Arts et trois volumes de Voyages en Italie, à Malte et en Espagne, parus déjà dans le Journal de Rouen.
Âgé de 52 ans, au moment de la guerre de 1870, il n’a pourtant pas hésité à s’enrôler. Ayant contribué à remettre en honneur l’archéologie du Moyen Âge et de la Renaissance, et surtout le Moyen Âge français, mal connu et dédaigné à son époque, il est fait officier d'Académie en 1873, chevalier de la Couronne de fer en 1875 et reçoit la Légion d'honneur en 1885. Il était également inspecteur de la Commission des monuments historiques. Plusieurs discours ont été prononcés aux obsèques de Darcel, mort d’une congestion pulmonaire à son domicile 24 rue Du Sommerard, qui ont eu lieu à Paris, puis à Rouen, dans sa ville natale, où il a été inhumé.

## Distinctions
- Officier d'académie (1873).
- Chevalier de la Couronne de fer (1875)
- Officier de l'Instruction publique (1884).
- Officier de la Légion d'honneur (décret du 25 juillet 1885). Il est fait officier par Henri Bouilhet.

## Publications partielles
- La Collection Soltykoff, [s.l.], [s.n.], 1861, 62 p., 1 vol. : pl. ; in-4º (lire en ligne sur Gallica).
- Eugène Rouyer et Alfred Darcel (textes) (ill. Eugène Rouyer), L’Art architectural en France depuis François Ier jusqu'à Louis XIV : Motifs de décoration intérieure et extérieure dessinés d'après des modèles exécutés et inédits des principales époques de la Renaissance…, Paris, Noblet et Baudry, 1863-1866, 2 vol. in-f° t. 1er sur Gallica ; t. 2d sur Gallica (BNF 32590460)
- Les Manufactures nationales de tapisserie des Gobelins et de tapis de la Savonnerie : et catalogue des tapisseries et des tapis, Paris, Impr. réunies, 1885, 96 p., 1 vol. ; in-16 (lire en ligne sur Gallica).
- Notice des émaux et de l’orfèvrerie, Paris, Charles de Mourgues frères, 1867, xxii-551, 1 vol. ; in-8o (lire en ligne sur Gallica).
- Les Artistes normands au Salon des beaux-arts, Rouen, D. Brière et fils, 1861-1867, 6 vol. ; in-8o (lire en ligne).
- Excursion artistique en Allemagne, Rouen, Librairie nouvelle, 1862, 218 p., in-8o (lire en ligne sur Gallica).
- Excursion en Italie, Rouen, Léon Brière, 1879, viii-182, in-16 (lire en ligne sur Gallica).